# ريان أومالي
ريان أومالي (بالإنجليزية: Ryan O'Malley)‏ هو لاعب كرة قاعدة أمريكي، ولد في 9 أبريل 1980 في سبرينغفيلد في الولايات المتحدة.

## وصلات خارجية
- ريان أومالي على موقعبيزبول رفرنس.كوم (الدوري الرئيسي) (الإنجليزية)